# Nedašov
Nedašov – gmina w Czechach, w powiecie Zlin, w kraju zlińskim. Według danych z dnia 1 stycznia 2012 liczyła 1381 mieszkańców.